# Айвар Михашофф
Айвар Эмилиан Михашофф, Михашов (англ. Yvar Emilian Mikhashoff, настоящее имя Роналд Маккей, англ. Ronald Mackay; 8 марта 1941, Трой, штат Нью-Йорк — 11 октября 1993, Буффало) — американский пианист и композитор.

## Биография
Учился в Истменовской школе музыки, Джульярдской школе и Хьюстонском университете; среди его учителей были, в частности, Адель Маркус и Арман Базиль (фортепиано), Элмер Шётле (композиция). Композицию изучал также в Университете Техаса, стажировался во Франции у Нади Буланже. В конце 1960-х года он изменил своё имя, приняв фамилию деда.
Был известен, прежде всего, как выдающийся пропагандист новейшей музыки, в том числе сочинений таких композиторов, как Джачинто Шельси, Мортон Фельдман, Тору Такемицу. Как один из руководителей фестиваля Алмейда (при одноимённом лондонском театре) был инициатором появления третьей и четвёртой «Европер» Джона Кейджа, а пятая «Европера» была написана Кейджем для Североамериканского фестиваля новой музыки, которым также руководил Михашофф. Кроме того, Михашофф был увлечён музыкой танго, и в 1983—1991 годах заказал танго для фортепиано соло не менее чем 127 композиторам из разных стран. Среди записей Михашоффа — двойной альбом его собственных фортепианных транскрипций известной оперной музыки в диапазоне от Винченцо Беллини до Кевина Воланса.
С 1973 года преподавал в Университете штата Нью-Йорк в Буффало.
Умер от заболеваний, связанных со СПИДом.